# 硼氢化锰
硼氢化锰是一种无机化合物，化学式为Mn(BH4)2。

## 历史
2009年，Rodovan Cerný用球磨法制备出硼氢化锰(II)：
2 MBH4 + MnCl2 → 2 MCl + Mn(BH4)2，其中M=Li或Na
所用原料的硼氢化物纯度为95%，氯化锰的纯度为99.999%。

## 物理性质
硼氢化锰可以在90～450K稳定存在，为三方晶系，空间群P3112。通过计算和实际分析，硼氢化锰是离子化合物，而四硼氢根内是共价键链接的；由于锰的半满的3d电子，让硼氢化锰显现出半金属特性。

## 化学性质
硼氢化锰受热按下式分解：
Mn(BH4)2 → Mn + 2 B + 4 H2
该反应为放热反应。

## 配合物
硼氢化锰可以形成溶剂化配合物，如Mn(BH4)2(THF)3、(Ph4P)[Mn(BH4)3]等。其中Mn(BH4)2(THF)3是通过氯化锰和硼氢化钠在四氢呋喃中反应得到的。

## 用途
硼氢化锰是有潜力的储氢材料。